# The Crown Princess
The Crown Princess (em tailandês:  ลิขิตรัก; RTGS: Likhit Ruk) é uma telenovela tailandesa exibida pela Channel 3 entre 14 de maio e 19 de junho de 2018, com um total de doze episódios. É estrelada por Urassaya Sperbund, Nadech Kugimiya, Sara Legge e Intad Leowrakwong.

## Enredo
A Princesa Alice (Urassaya Sperbund) do pequeno país Hrysos, tem sua vida posta em perigo após sua coroação como Princesa herdeira. Com isso, ela acaba sendo enviada secretamente a Tailândia, onde Dawin Samuthyakorn (Nadech Kugimiya), um Tenente comandante da marinha tailandesa, torna-se seu guarda-costas.

## Elenco

### Elenco principal
- Urassaya Sperbund como Princesa herdeira Alice Madeleine Thereza Phillipe (aka Naree Singjun-Samuthyakorn)
- Nadech Kugimiya como Tenente-comandante Dawin Samuthyakorn
- Sara Legge como Princesa Catherine "Kate" William Ann Phillipe
- Intad Leowrakwong como Príncipe Alan Aaron Mark Andre Phillipe

### Elenco de apoio
- Khunnarong Prathetrat como Piloto Ratchata "Hin" Janenapa
- Rawiwan "Yoghurt" Bunprachom como Sargento Danika "Paen" Samuthyakorn
- Nirut Sirijanya como Rei Henry Antoine Phillipe de Hrysos
- Nithichai "Yuan" Yotamornsunthorn como Tenente Pakorn "Kan" Chanchit
- Natthapong Chartpong como Segundo tenente Lopboon "Ling" Jitdeva
- Jakkrit "Ton" Ammarat como General Sakchaiara Legge
- Parisaya Jaronetisat como JC, guarda-costas de Alice
- Teerapong Leowrakwong como Príncipe Andre Phillipe
- Cindy Bishop como Princesa Mona
- Yanin Vismitananda como Petra, guarda-costas de Alice
- Matthew Deane como Príncipe William "Wil"
- Peter Corp Dyrendal como Haedeth
- Areeya Chumsai como Maj.Gen. Sawanee Samuthyakorn, mãe de Dawin
- Sakuntala Thianphairot como Priew, esposa de Lopboon
- Jaidee Deedeedee como Esposa de Sakchaiara

### Outros
- Byron Bishop como Decha Samuthyakorn, pai de Dawin
- Kanut Rojanai como Dom
- Sasha Christensen como Princesa Alice
- Sriphan Chunechomboon como Guarda-costas de Sawanee
- Pitchapa "Pear" Phanthumchinda como Mutmee
- Kathaleeya McIntosh como Princesa Natalie
- Passorn Boonyakiart
- Myria Benedetti
- Ann Thongprasom
- Ryan Jett
- Jason Young

## Trilha sonora
1. "Nah Tee Gub Hua Jai" - Nadech Kugimiya e Mutmee Pimdao
2. "Distance" (ระยะห่าง) - Max Jenmana
3. "Ruk Nai Jai" (รัก ใน ใจ) - Suparuj Techatanon

## Recepção
Na tabela abaixo, os números azuis representam as audiências mais baixas e os números vermelhos representam as audiências mais elevadas.
| 1     | 14 de maio de 2018  | Fogo, Conflito, Fúria       | 4.6% |
| 2     | 15 de maio de 2018  | Adaptar ou Morrer           | 5.1% |
| 3     | 21 de maio de 2018  | A Mulher de um Homem        | 4.8% |
| 4     | 22 de maio de 2018  | Dever ou Amor               | 4.5% |
| 5     | 28 de maio de 2018  | Melhor Amigo                | 4.2% |
| 6     | 29 de maio de 2018  | Fugitiva                    | 4.0% |
| 7     | 4 de junho de 2018  | O Tempo Acabou              | 4.3% |
| 8     | 5 de junho de 2018  | Compensação                 | 4.5% |
| 9     | 11 de junho de 2018 | Sombra da Coroa             | 4.6% |
| 10    | 12 de junho de 2018 | A Prova de Amor             | 5.1% |
| 11    | 18 de junho de 2018 | Escolha e Decisão           | 5.0% |
| 12    | 19 de junho de 2018 | A Princesa Herdeira - Final | 6.2% |
| Média | Média               | Média                       | 4.7% |